# Powiat Mii
Powiat Mii (jap. 三井郡 Mii-gun) – powiat w Japonii, w prefekturze Fukuoka. W 2020 roku liczył 15 274 mieszkańców.

## Miejscowości
- Tachiarai

## Historia[2]

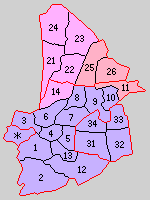
Powiat Mii (1896 r.)

- Powiat został założony 1 kwietnia 1896 roku w wyniku połączenia powiatów Mii (jap. 御井郡) (1 miejscowość, 13 wiosek), Mihara (6 wiosek) i Yamamoto (1 miejscowość, 3 wioski).
- 9 kwietnia 1901 – wioska Kitano zdobyła status miejscowości. (3 miejscowości, 21 wiosek)
- 1 sierpnia 1922 – wioska Kokubu zdobyła status miejscowości. (4 miejscowości, 20 wiosek)
- 1 sierpnia 1923 – wioska Setsuhara została włączona w teren miasta Kurume. (4 miejscowości, 19 wiosek)
- 1 listopada 1924 – miejscowość Kokubu została włączona w teren miasta Kurume. (3 miejscowości, 19 wiosek)
- 11 lutego 1940 – wioska Zendōji zdobyła status miejscowości. (4 miejscowości, 18 wiosek)
- 1 października 1943 – miejscowość Mii została włączona w teren miasta Kurume. (3 miejscowości, 18 wiosek)
- 1 kwietnia 1951 – wioski Kōdaraki, Aikawa i Yamakawa zostały włączone w teren miasta Kurume. (3 miejscowości, 15 wiosek)
- 1 czerwca 1951 – wioska Kōrauchi została włączona w teren miasta Kurume. (3 miejscowości, 14 wiosek)
- 1 grudnia 1953 – wioska Ogōri zdobyła status miejscowości. (4 miejscowości, 13 wiosek)
- 1 marca 1955 – miejscowość Kitano powiększyła się o teren wiosek Yuge, Ōki i Kaneshima. (4 miejscowości, 10 wiosek)
- 31 marca 1955: (5 miejscowości, 3 wioski)
  - w wyniku połączenia wiosek Ōsegi, Hongō i Tachiarai, powstała miejscowość Tachiarai.
  - miejscowość Ogōri powiększyła się o teren wiosek Ajisaka, Mikuni, Mihara i Tateishi (立石村).
- 1 września 1958 – wioski Miyanojin i Yamamoto zostały włączone w teren miasta Kurume. (5 miejscowości, 1 wioska)
- 1 kwietnia 1959 – miejscowość Zendōji powiększyła się o teren wsi Ōhashi. (5 miejscowości)
- 1 lipca 1960 – miejscowość Kusano została włączona w teren miasta Kurume. (4 miejscowości)
- 1 kwietnia 1967 – miejscowość Zendōji została włączona w teren miasta Kurume. (3 miejscowości)
- 1 kwietnia 1972 – miejscowość Ogōri zdobyła status miasta. (2 miejscowości)
- 5 lutego 2005 – miejscowość Kitano została włączona w teren miasta Kurume. (1 miejscowość)